# Szentbékkálla
Szentbékkálla község Veszprém vármegyében, a Tapolcai járásban. A település eredetileg Szent István magyar király korától az 1950-es megyerendezésig Zala vármegyéhez tartozott.

## Fekvése
A Káli-medencéhez tartozó település, a medence északi, a Boncsos-tető, a Fekete-hegy, Sátorma-hegy által körbefont térségét foglalja el, a 71-es főúttól északra. Közelében található a híres kőtenger is. A település elhelyezkedéséből nem csupán a különleges panoráma és sok természeti látnivaló adódik, hanem olyan viszonylagos éghajlati védettség is, melynek következtében évente mintegy kétezer órányit süt a nap. Viszonylag kis kiterjedésű határa körben erdős, dombos és csak dél felé nyitott, azonban ez utóbbi nagy része mocsaras. A faluszerkezet már az 1273-as évektől kezdett kialakulni és a későbbiekben már 110 ház egységes képe mutatta Szentbékkállát a korabeli térképeken.
A faluszerkezet lényegesen nem változott, annak ellenére, hogy az 1990-es évektől a betelepülők, illetve a helybeli lakosok néhány új házzal bővítették a házak számát. Említést érdemel a négy műemlék épület a faluban, a templom, és a templomban a felújított műemlék orgona. A felújított Birkás-kúria, a biomandula-ültetvényével és -gazdálkodással. Sajnos az 1825-ben épült Istvándi-házból csak a csodálatos homlokzat maradt meg és őrzi a múltat. A Zrinyi utcában található – a falu legrégebbi – 1816-ban épült nádtetős háza.
A település közigazgatási területének déli részén végighalad a Zánka és Gyulakeszi között közel 20 kilométeren húzódó 7313-as út. Belterületét azonban csak a 73 135-ös út érinti, amely 7313-asból ágazik ki észak felé a község déli külterületén, majd miután végighalad a faluközponton, Mindszentkálla érintésével visszatér a 7313-asba.

## Közélete

### Polgármesterei
- 1990–1994: Csombó Lajos (Kulturális Egyesület Szentbékkálla)[3]
- 1994–1998: Csombó Lajos (független)[4]
- 1998–2002: Csombó Lajos (független)[5]
- 2002–2006: Csombó Lajos (független)[6]
- 2006–2010: Sárvári Attila (független)[7]
- 2010–2014: Sárvári Attila (független)[8]
- 2014–2019: Molnár Endre Sándor (független)[9]
- 2019–2024: Sárvári Csaba (MVMP)[10]
- 2024– : Istvándi Tamás (független)[1]

## Népesség
A település népességének változása:
| Lakosok száma | 189  | 190  | 174  | 203  | 199  | 189  | 189  |
|               | 2013 | 2014 | 2015 | 2021 | 2022 | 2023 | 2024 |

A 2011-es népszámlálás során a lakosok 98,4%-a magyarnak, 4,2% németnek, 0,5% cigánynak, 0,5% örménynek mondta magát (1% nem nyilatkozott; a kettős identitások miatt a végösszeg nagyobb lehet 100%-nál). A vallási megoszlás a következő volt: római katolikus 65,4%, református 5,2%, evangélikus 3,7%, görögkatolikus 0,5%, felekezeten kívüli 15,7% (9,4% nem nyilatkozott).
2022-ben a lakosság 85,9%-a vallotta magát magyarnak, 4% németnek, 0,5% örménynek, 0,5% cigánynak, 5% egyéb, nem hazai nemzetiségűnek (13,1% nem nyilatkozott; a kettős identitások miatt a végösszeg nagyobb lehet 100%-nál). Vallásuk szerint 36,7% volt római katolikus, 4% református, 3% evangélikus, 0,5% görög katolikus, 2% egyéb keresztény, 17,1% felekezeten kívüli (36,7% nem válaszolt).

## Nevezetességei
- Töttöskáli templomrom
- Szentbékkállai-kőtenger
- Velétei palotarom
- Eötvös kilátó

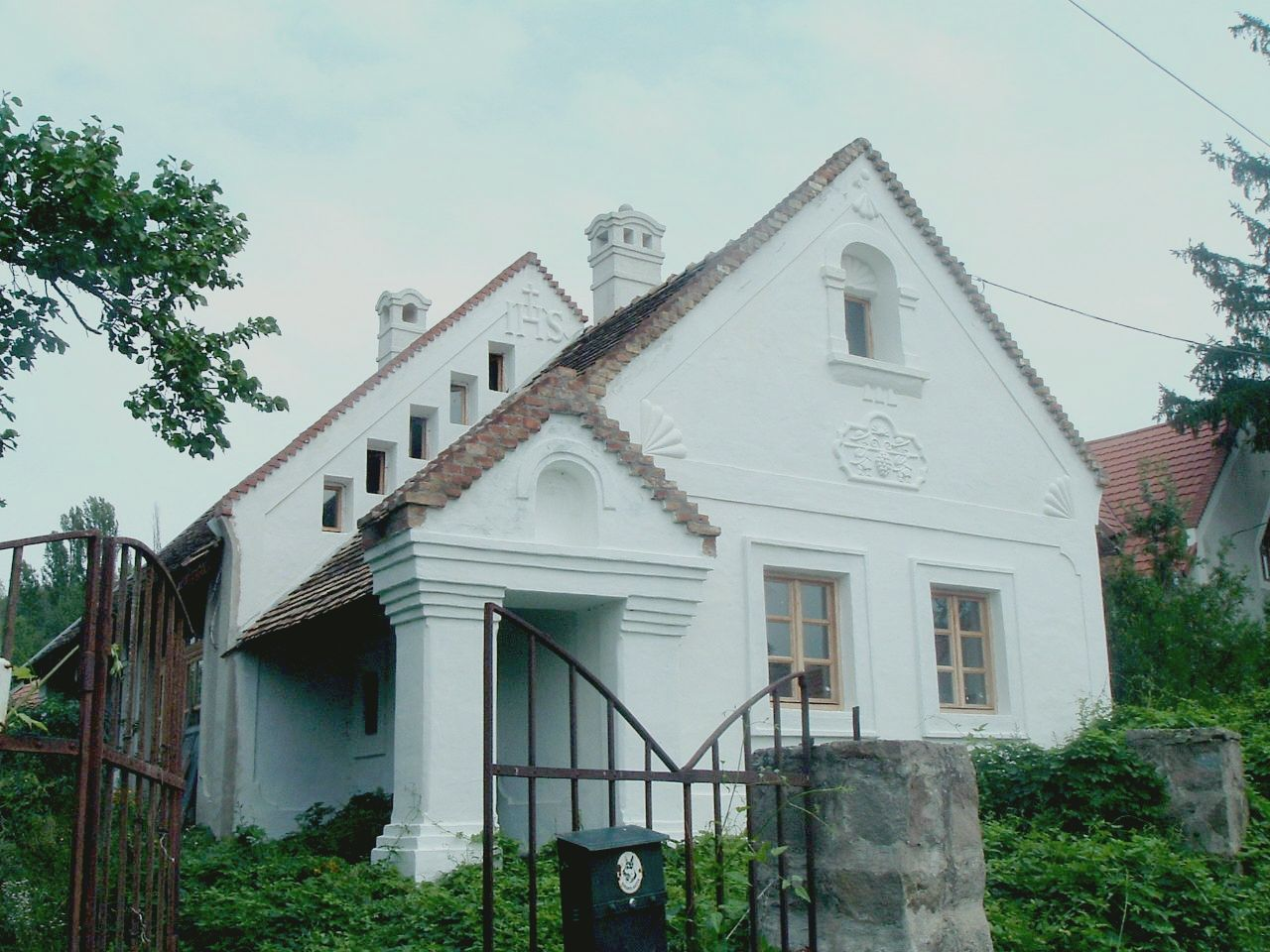
Szentbékkállai parasztház
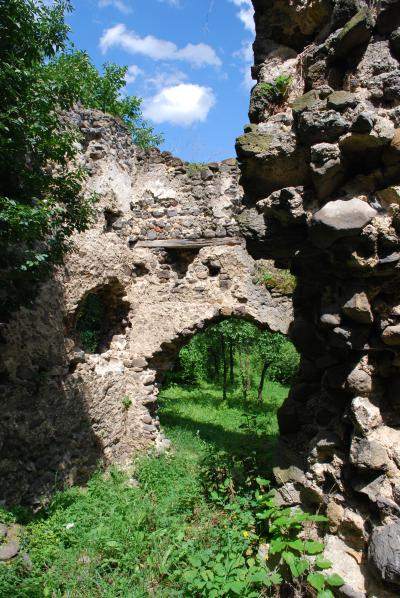
Velétei palotarom
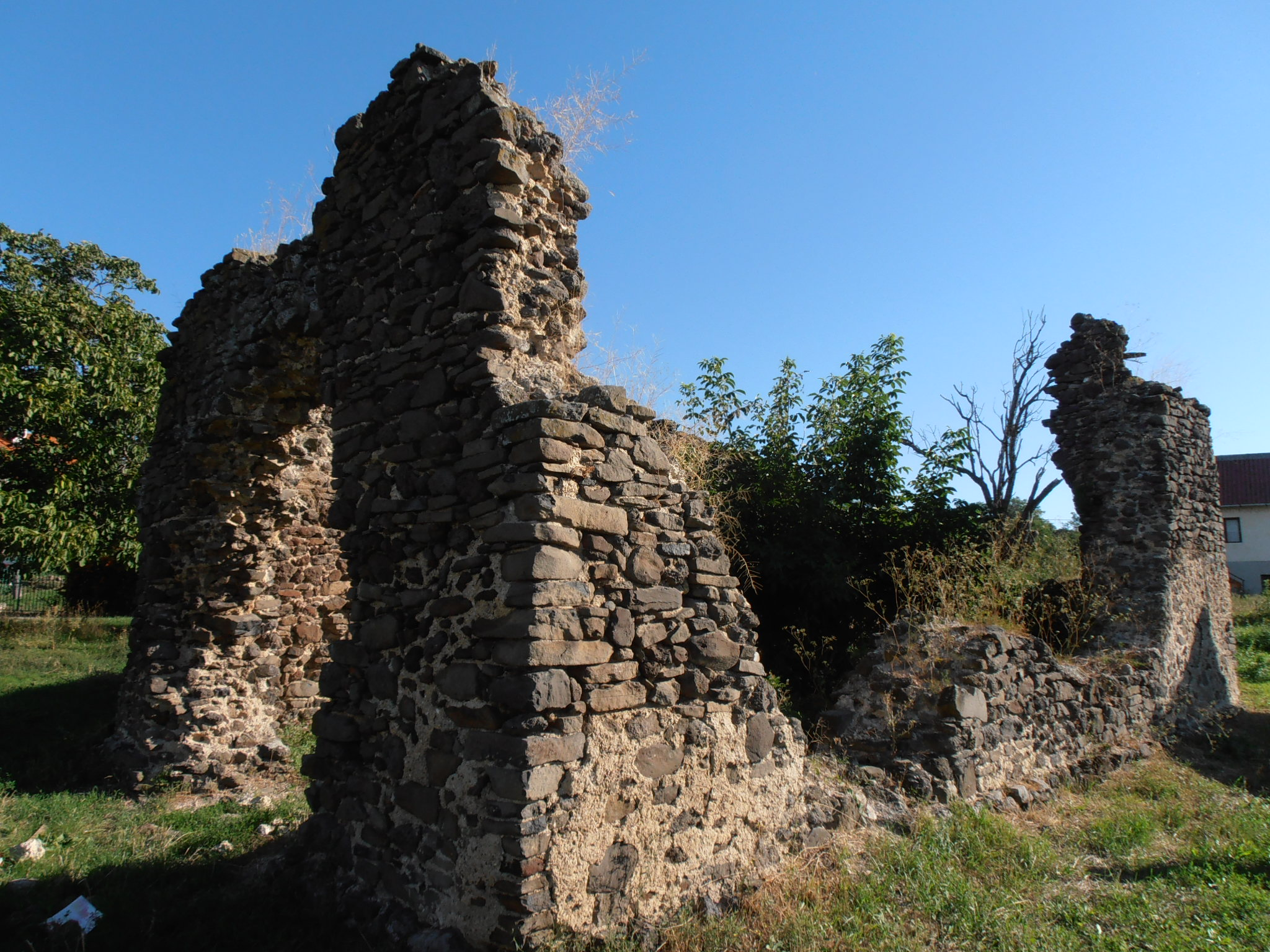
Töttöskáli templomrom
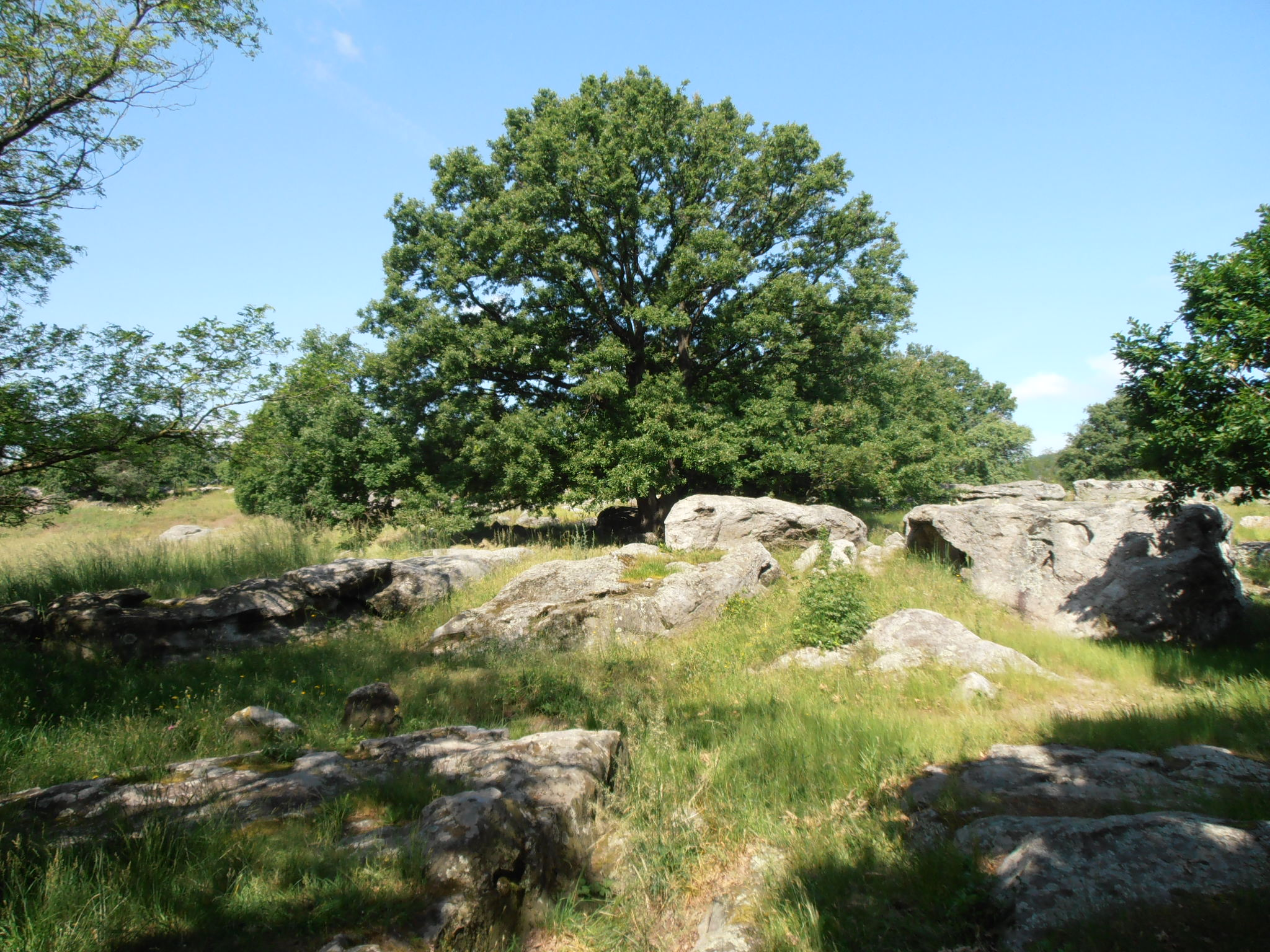
Kőtenger
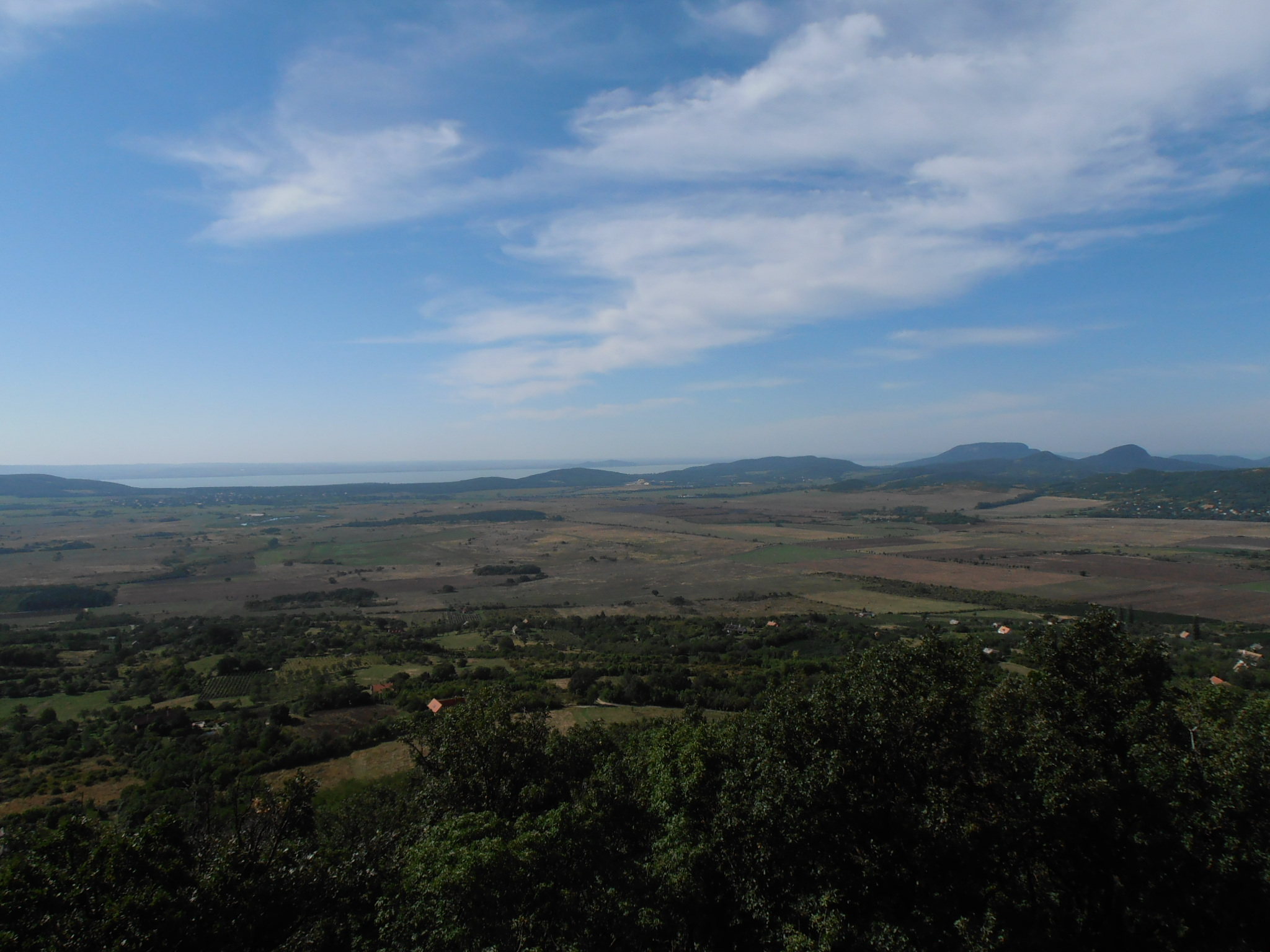
Kilátás a Káli-medencére az Eötvös Károly-kilátóból

## Légi felvételek Szentbékkálláról

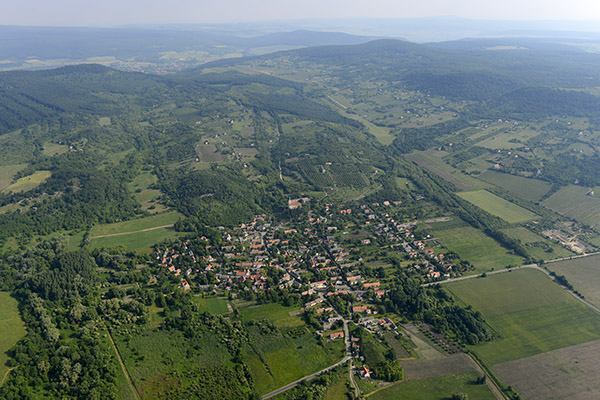
Szentbékkálla látképe légi felvételen
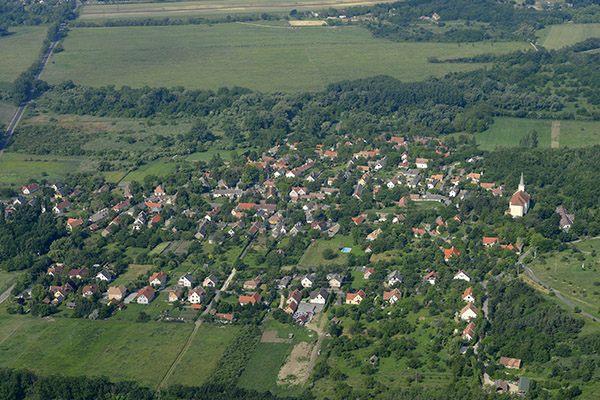
Szentbékkálla község a magasból
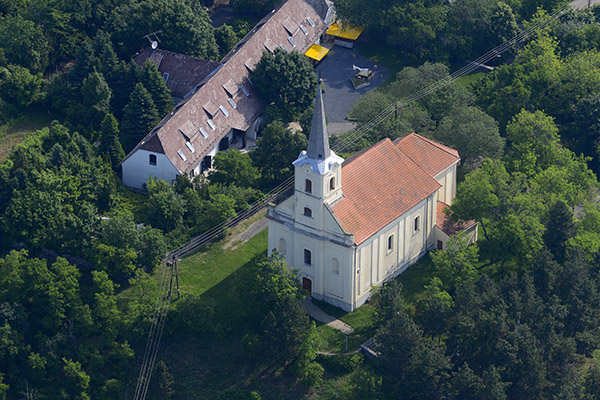
Gyümölcsoltó Boldogasszony templom, Szentbékkálla
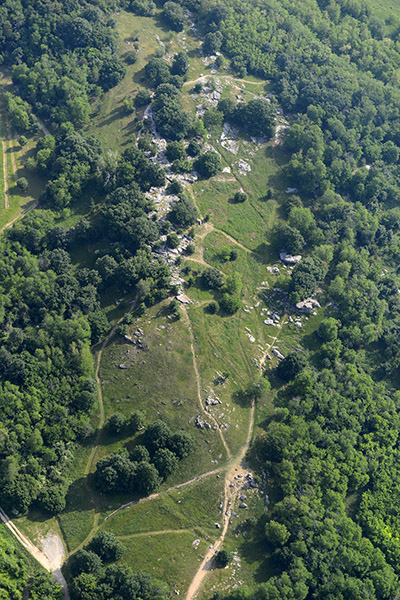
Kőtenger a levegőből fényképezve
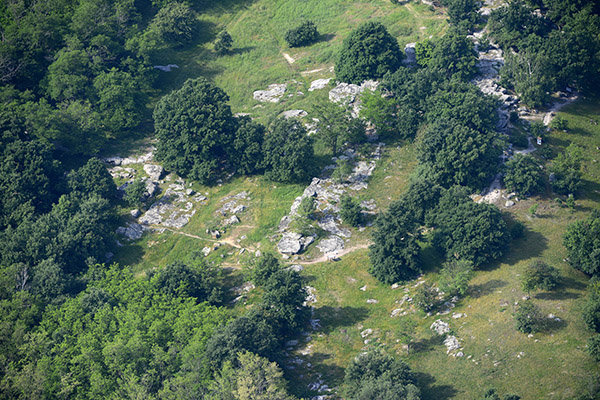
Káli-medence, kőtenger
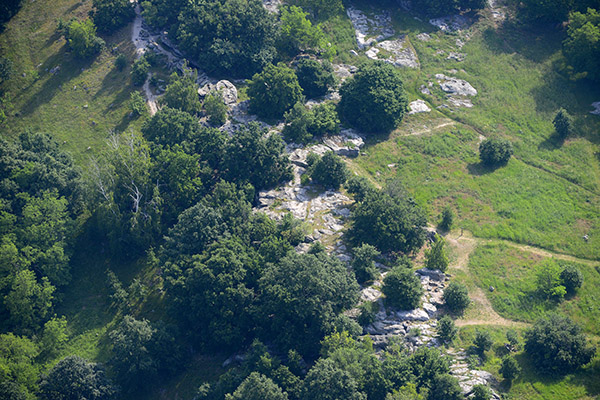
Kőtenger, Szentbékkála
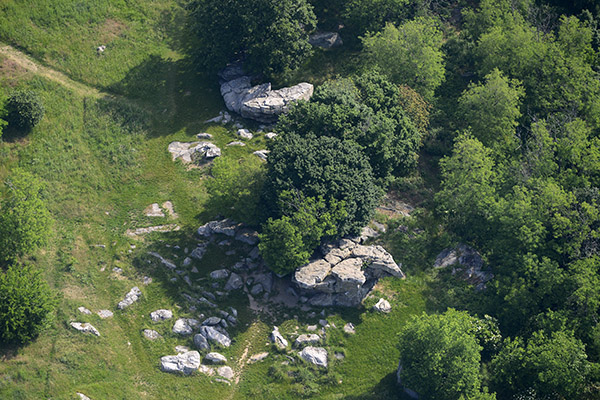
Légifelvétel a kőtengerről
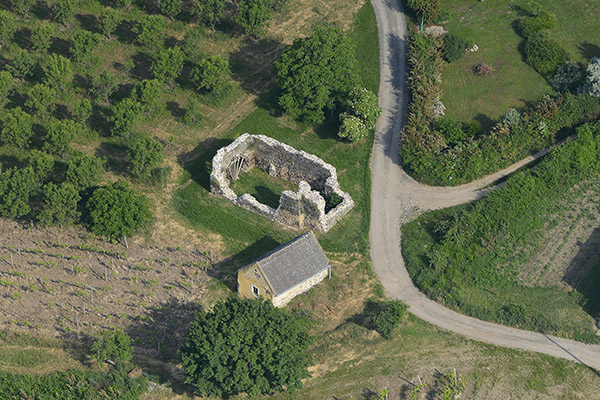
Töttöskáli templomrom, madártávlatból
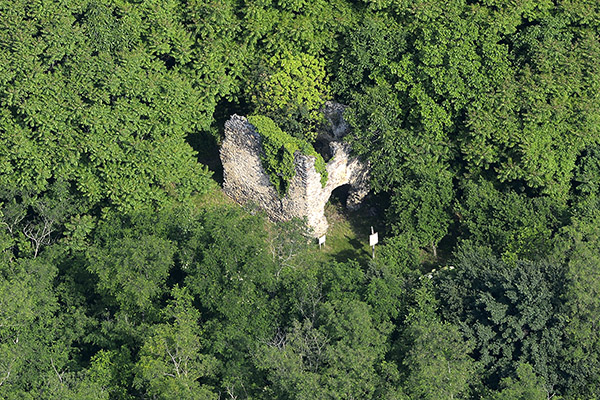
Velétei palotarom, légi fotó